# Алексеевка (Ельниковский район)
Алексеевка — деревня в Ельниковском районе Мордовии. Входит в состав Надеждинского сельского поселения.

## История
Основана в 1914 году переселенцами из села Надеждино.

## Население
| 2002 | 2010 |
| ---- | ---- |
| 114  | ↘82  |

Национальный состав
Согласно результатам Всероссийской переписи населения 2002 года, в национальной структуре населения русские составляли 99 %.